# جوشوا ليفيت
جوشوا ليفيت (بالإنجليزية: Joshua Leavitt)‏ هو محرر ومحامي وصحفي أمريكي، ولد في 8 سبتمبر 1794 في نيويورك في الولايات المتحدة، وتوفي في 16 يناير 1873 في بروكلين في الولايات المتحدة.

## روابط خارجية
- جوشوا ليفيت على موقع ديسكوغز (الإنجليزية)